# Gott mit uns

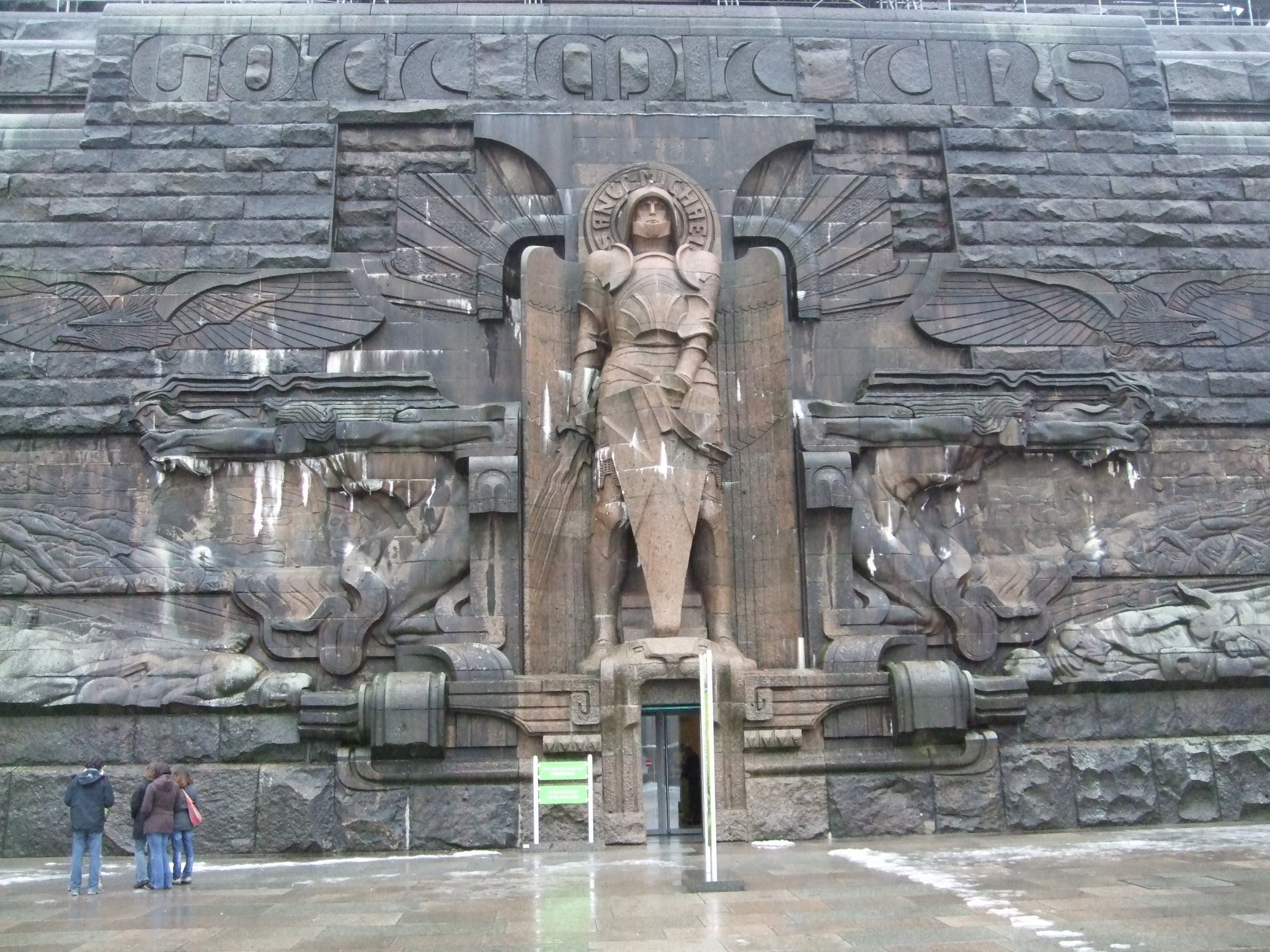
Gott mit uns al Völkerschlachtdenkmal

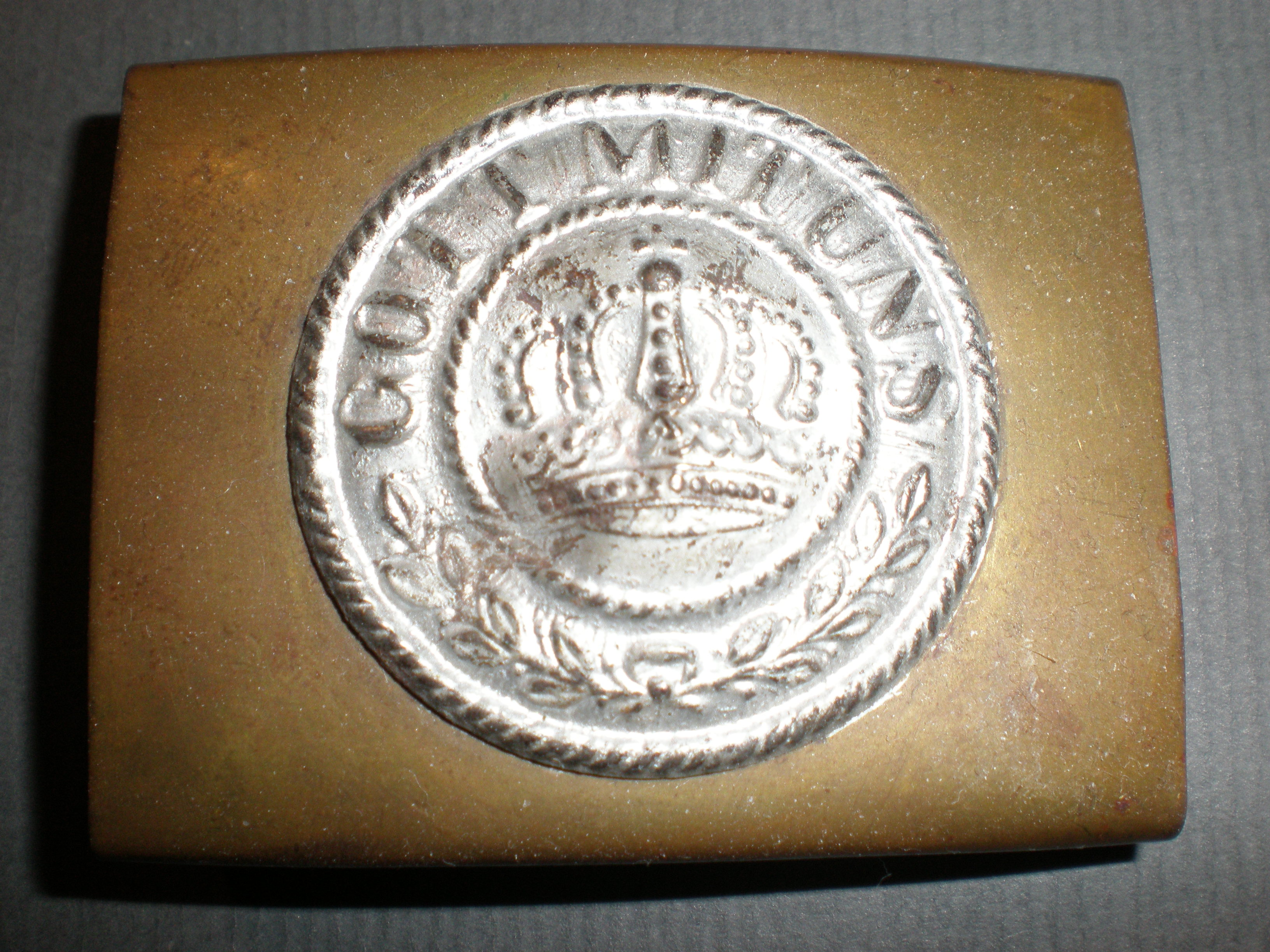
Incisione sulla fibbia delle cinture dell'esercito tedesco durante la prima guerra mondiale che contiene il motto Gott mit uns

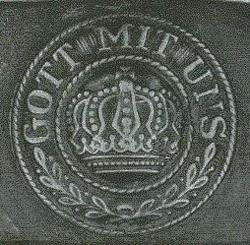
Regno di Prussia fibbia, prima guerra mondiale

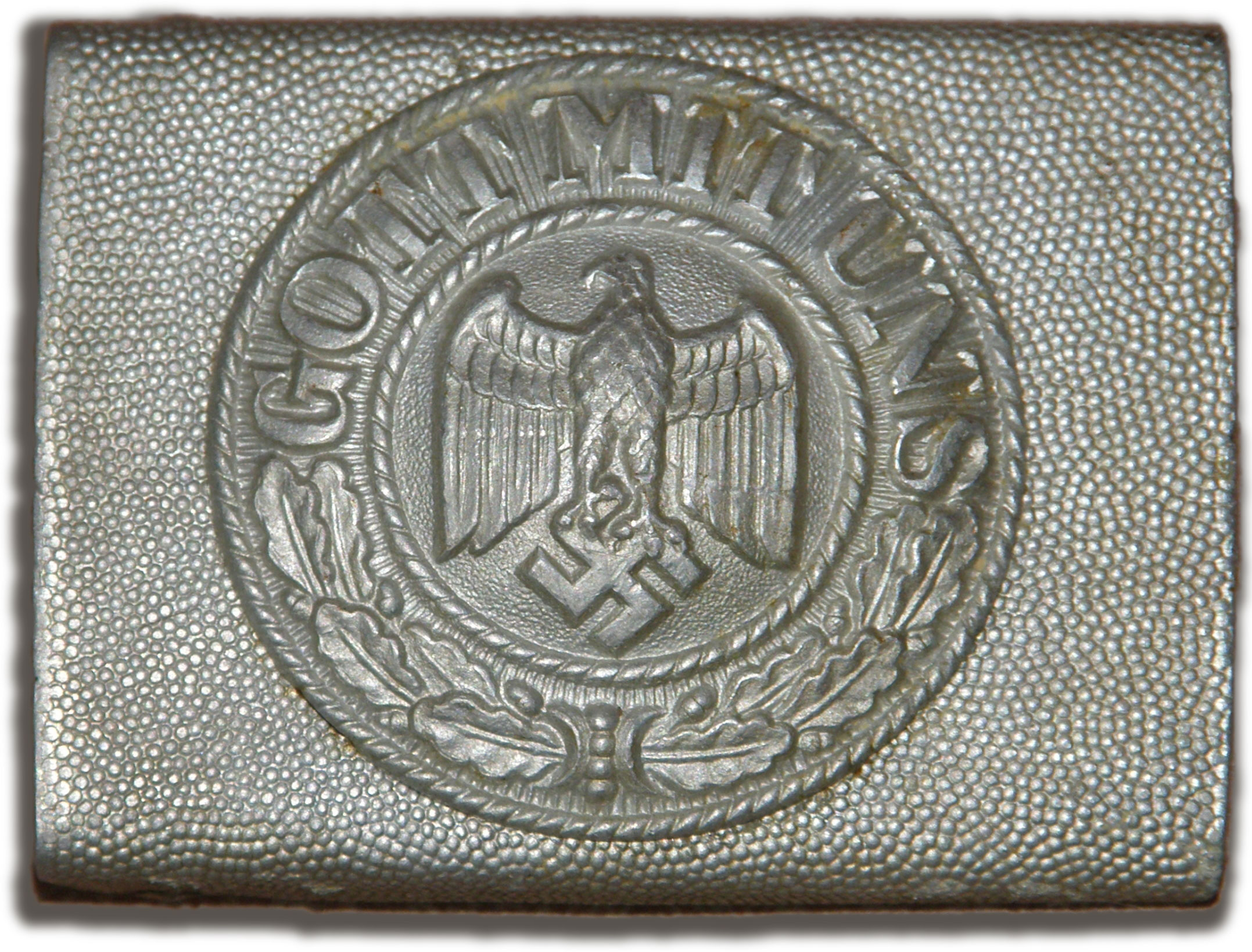
Reich tedesco fibbia

Gott mit uns (in italiano: "Dio con noi") era il motto dell'Ordine Teutonico; dopo la caduta dello Stato dei cavalieri teutonici, divenne quello dei re di Prussia, fino a divenire motto degli Imperatori tedeschi ed infine anche del terzo Reich nazista.

## Origine
Il concetto era già presente nel libro di Giuditta. Esso fu, in epoca storica, urlo di battaglia romano, Deus nobiscum; fu
utilizzato anche dalle truppe di Bisanzio, in questo propiziato dal cesaropapismo ivi dominante.
Tutta la contrapposizione cristiana all'espansione islamica si valse del medesimo concetto, anche al di fuori di una proclamazione dell'autorità religiosa centralizzata (vedasi il grido Deus lo volt di Pietro l'Eremita). Ciò portò, nei secoli, la teologia cristiana ad interrogarsi sullo stesso concetto di guerra giusta e sui limiti entro i quali possa essere invocato l'uso della forza tra le nazioni.

## Utilizzo in Germania
Entrata nella simbologia bellica europea attraverso le Crociate, la divinità era invocata sulle insegne dell'Ordine Teutonico; esso comparve anche durante la guerra dei trent'anni, usato da Gustavo II Adolfo di Svezia.
Dopo essere stato motto ufficiale degli elettori di Prussia nella campagna di Germania del 1813, accompagna la dinastia degli Hohenzollern fino alla loro ascesa alla guida del Reich tedesco. Terminato il conflitto e decaduta la monarchia, il piccolo esercito della neonata Repubblica di Weimar, la Reichswehr, mantiene il motto sulle fibbie dei cinturoni e al centro viene inserita l'aquila, simbolo della Germania.
Con l'avvento del Nazismo (1933), la fibbia rimane inalterata fino al 1936, quando, al posto dell'aquila di Weimar, viene inserita un'aquila in posizione di riposo, che ha negli artigli una svastica, lasciando inalterato il motto dell'esercito prussiano: sebbene avvenisse per non accentuare i già forti dubbi della classe degli ufficiali tedeschi verso il regime, tale motto entrò a far parte del «tragico apparato nazifascista, e della seduzione che tentarono di esercitare sui cristiani attraverso il "Dio con noi" per farli collaborare alla Shoah».
Dopo il conflitto, la fibbia non riporterà più tale motto, sostituito da quello della Repubblica Federale Tedesca, e l'aquila della Repubblica di Weimar farà nuovamente la sua comparsa.

## Altri utilizzi in diverse realtà geografiche
Il motto, in russo (Съ нами богъ!), fu utilizzato anche dall'Impero russo.
I serial killer Marco Furlan e Wolfgang Abel, autori di vari omicidi perpetrati nell'Italia nord-orientale, in Germania Ovest e nei Paesi Bassi, rivendicati con volantini di contenuto neonazista e firmati con lo pseudonimo Ludwig, chiudevano la rivendicazione degli omicidi utilizzando il motto tedesco.